# Victor Mancha
Victor Mancha é um personagem fictício, um super-herói que aparece nas revistas em quadrinhos americanas publicadas pela Marvel Comics. Victor Mancha foi criado pelo escritor Brian K. Vaughan e pelo artista Adrian Alphona, e a sua primeira aparição foi em Fugitivos Vol. 2 #1 (Abril de 2005). Como os Fugitivos originais, Victor tem um pai super-vilão: o seu pai é o vilão clássico dos Vingadores, Ultron, um robô do mal disposto a dominar o mundo. Victor, no entanto, é um ciborgue, com carne humana e tecido natural clonado de sua mãe humana que esconde completamente suas peças de metal e circuitos.

## Publicação
Victor Mancha apareceu pela primeira vez em Fugitivos Vol. 2 #1 (Abril de 2005) e foi criado por Brian K. Vaughan e Adrian Alphona. No LiveJournal da colorista Christina Strain, ela revelou que os olhos de Victor são verdes, com um centro dourado, o qual foi modelado com base em Gael García Bernal.

## Biografia ficcional do personagem
Quando Ultron encontrou uma mulher chamada Marianella Mancha que é incapaz de ter um filho devido a uma droga que foi colocada nela, Ultron pegou um pouco de seu DNA e o clonou enquanto combinava parte de sua avançada nanotecnologia para criar para ela um filho chamado Victor Mancha.
Os Fugitivos primeiro ouviram falar de Victor Mancha como um menino que cresceria para se tornar o vilão "Vitorioso", um homem que governaria o mundo depois de desmantelar os Vingadores. Devido à sua traição profetizada, Victor foi mantido sob vigilância rigorosa quando ele se juntou à equipe, mas desde então tem sido aceito como um membro de pleno direito. Ele é o único membro Latino da equipe e um dos dois membros que podem pilotar o Leapfrog, o meio de transporte dos Fugitivos.